# Mühlenfließ
Mühlenfließ település Németországban, azon belül Brandenburgban. Lakosainak száma 932 fő (2023. december 31.).

## Népesség
A település népességének változása:
| Lakosok száma | 950  | 909  | 882  | 900  | 922  | 939  | 932  |
|               | 2010 | 2014 | 2017 | 2019 | 2021 | 2022 | 2023 |